# イェーダーマン (シベリウス)
『イェーダーマン』（ドイツ語: Jedermann） 作品83は、ジャン・シベリウスがフーゴ・フォン・ホーフマンスタールの戯曲『イェーダーマン』に付した付随音楽。1916年のフィンランド国立劇場での上演のためにヤルマリ・ラハデンスオから委嘱を受けて作曲された。作品は16の楽曲から成る。編成は混声合唱、管弦楽、ピアノとオルガンである。初演は1916年11月5日、フィンランド国立歌劇場においてロベルト・カヤヌスの指揮、ヘルシンキ市管弦楽団の演奏で行われた。シベリウスは1925年から1926年にかけて、3曲を取り出して「Episodio」、「Scèna」、「Canzone」というピアノ曲に編曲している。
1916年の初演以後、本作はシベリウス作品中でも顧みられることの少ない作品に甘んじているが、隠れた宝石であるとする見方もある。